# در میان زندگان (فیلم ۱۹۴۱)
«در میان زندگان» (انگلیسی: Among the Living) فیلمی آمریکایی در سبک ترسناک و نوآر به کارگردانی استارت هایسلر است که در سال ۱۹۴۱ منتشر شد.

## بازیگران
- آلبرت دکر
- سوزان هیوارد
- فرانسیس فارمر
- هری کری
- دورتی سباستین
- رود کمرون
- فرانک هاگنی
- ماد ایبرن
- فرانک ام. توماس